# Liste der Monuments historiques im 15. Arrondissement (Paris)
Die Liste der Monuments historiques im 15. Arrondissement (Paris) führt die Monuments historiques im 15. Arrondissement der französischen Hauptstadt Paris auf.

## Liste der Bauwerke
| Bezeichnung                                         | Beschreibung | Standort                          | Kennzeichnung | Schutzstatus | Datum | Bild |
| --------------------------------------------------- | --- | --------------------------------- | ------------- | ------------ | ----- | ---- |
| Aviatic Bar                                         | | 354 bis rue de Vaugirard (Lage)   | PA00086643    | Inscrit      | 1984  |      |
| Metzgerei                                           | | 4 rue d’Alleray (Lage)            | PA00086644    | Inscrit      | 1984  |      |
| Metzgerei                                           | | 178 rue de la Convention (Lage)   | PA00086645    | Inscrit      | 1984  |      |
| Bäckerei                                            | | 108 rue Blomet (Lage)             | PA00086646    | Inscrit      | 1984  |      |
| Bäckerei                                            | | 70bis rue Dutot (Lage)            | PA00086648    | Inscrit      | 1984  |      |
| Bäckerei                                            | | 24 rue du Commerce (Lage)         | PA00086647    | Inscrit      | 1984  |      |
| Café „Le Relais du métro“                           | | 3 boulevard de Grenelle (Lage)    | PA00086649    | Inscrit      | 1984  |      |
| Caisse d’allocations familiales de Paris            | | 10 à 26 rue Viala (Lage)          | PA75150002    | Annulé       | 1998  |      |
| Collège de l’Immaculée Conception                   | | 391 rue de Vaugirard (Lage)       | PA00086661    | Inscrit      | 1990  |      |
| Crèmerie                                            | | 10 rue Lecourbe (Lage)            | PA00086650    | Inscrit      | 1984  |      |
| Crèmerie                                            | | 124 rue Saint-Charles (Lage)      | PA00086651    | Inscrit      | 1984  |      |
| Métroeingang von Hector Guimard der Station Pasteur | | Boulevard Pasteur (Lage)          | PA00086229    | Inscrit      | 2016  |      |
| Saint-Christophe-de-Javel                           | | 28 rue de la Convention (Lage)    | PA00086652    | Inscrit      | 1975  |      |
| Hôpital Necker–Enfants malades                      | | 149–151 rue de Sèvres (Lage)      | PA75150003    | Inscrit      | 2006  |      |
| Gebäude                                             | | 6 à 10 rue de la Cavalerie (Lage) | PA00086653    | Inscrit      | 1986  |      |
| Gebäude                                             | | 19 avenue du Maine (Lage)         | PA00125447    | Inscrit      | 1993  |      |
| Gebäude                                             | | 15 square Vergennes (Lage)        | PA00125448    | Inscrit      | 1993  |      |
| Gebäude                                             | | 3 boulevard Victor (Lage)         | PA00086654    | Inscrit      | 1986  |      |
| Institut Pasteur                                    | | 25, 28 rue du Docteur-Roux (Lage) | PA00086655    | Classé       | 1981  |      |
| Laboratoire de la Marine, auch Bâtiment Perret      | Die Stahlbetonkonstruktion mit U-förmigem Grundriss wurde 1929 bis 1932 von den Architekten Auguste und Gustave Perret erbaut und 1960 um ein viertes Stockwerk ergänzt. Sie beherbergte Büros und Laborräume der technischen Dienste für Schiffbau der französischen Kriegsmarine und gehört heute zum Ensemble des Hexagone Balard. | 8 boulevard Victor (Lage)         | PA00086656    | Inscrit      | 1965  |      |
| Lycée Camille-Sée                                   | | 11 rue Léon-Lhermitte (Lage)      | PA00135367    | Inscrit      | 1995  |      |
| Mairie de Grenelle                                  | | 1 place du Commerce (Lage)        | PA00125445    | Inscrit      | 1993  |      |
| Pavillon Violet                                     | | 6 place Violet (Lage)             | PA00125446    | Inscrit      | 1993  |      |
| Pont de Bir-Hakeim                                  | | (Lage)                            | PA00086658    | Inscrit      | 1986  |      |
| Pont Mirabeau                                       | | (Lage)                            | PA00086659    | Classé       | 1975  |      |
| La Ruche                                            | | 2 passage de Dantzig (Lage)       | PA00086660    | Inscrit      | 1972  |      |
| Square Saint-Lambert                                | | 1 à 7 square Saint-Lambert (Lage) | PA75150001    | Inscrit      | 1997  |      |

## Liste der Objekte
- Monuments historiques (Objekte) in Paris in der Base Palissy des französischen Kultusministeriums